# Chimarra uschtu
Chimarra uschtu är en nattsländeart som beskrevs av Malicky 1989. Chimarra uschtu ingår i släktet Chimarra och familjen stengömmenattsländor. Inga underarter finns listade i Catalogue of Life.